# Поваренных, Александр Сергеевич
Александр Сергеевич Поваренных (21 января [3 февраля] 1915 или 1915, Петроград — 4 марта 1986, Киев) — советский учёный-геолог, специалист в области минералогии и кристаллохимии и истории геологии, доктор геолого-минералогических наук (1957), профессор, академик АН УССР (1973).

## Биография
Родился 21 января (3 февраля) 1915 года в Петрограде, Российская империя.
В 1932 году поступил в Ташкентский геологоразведочный техникум, а в 1935 году — на горный факультет Среднеазиатского индустриального института, который успешно окончил в 1940 году.
С 1940 года служил в Красной армии. В годы воевал на Ленинградском фронте, был начальником химслужбы отдельного инженерно-сапёрного батальона.
После окончания войны учился в аспирантуре Ленинградского горного института под руководством профессора Д. П. Григорьева.
С 1949 года работал доцентом и профессором в Криворожском горнорудном институте, где 30 мая 1957 года защитил докторскую диссертацию «Теория химических связей в минералах и других неорганических соединениях».
В 1960 году переехал в Киев, заведовал отделом минералогии и кристаллохимии в Институте геологических наук АН УССР.
С 1969 года — заведующий отделом кристаллохимии и минералогии Института геохимии и физики минералов АН УССР.
Выдвигался в члены-корреспонденты АН СССР по специальности «Минералогия и петрография», но не избран.
Был избран членом-корреспондентом (1969), а затем академиком АН УССР (1973).
Умер 4 марта 1986 года в Киеве, похоронен на Байковом кладбище.

## Научная деятельность
Основные проблемы минералогии учёный рассматривал с позиций динамичности кристаллографии. Он обобщил и проанализировал огромный экспериментальный и теоретический материал по минералогии, на основании которого разработал новейшую теорию кристаллохимии минералов. Полученные результаты опубликованы в его монографии «Кристаллохимическая классификация минеральных видов» (1966), которая была издана также в США. За эту работу А. С. Поваренных был удостоен премии имени И. Вернадского.
Учёный глубоко исследовал и обработал кристаллохимическую теорию одного из важнейших свойств минералов — твёрдости, и получил главную её формулу. Рассмотрел также другие свойства минералов и их зависимость от конституциональных особенностей минерала.
Много внимания уделял изучению колебательных спектров кристаллов, главным образом минералов. Он предложил универсальное уравнение для определения силовой константы. Оно позволяет широко использовать методы инфракрасной спектроскопии для решения важных задач, начиная с теоретических проблем и ранней диагностики минералов и заканчивая выявлением типоморфных признаков и разработкой генетической минералогии. Своё видение будущего в изучении минерального вещества изложил в книге «Минералогия: прошлое, настоящее и будущее» (1985).

## Членство в организациях
- 1942 — КПСС.
- Почётный член Всесоюзного и Украинского минералогического обществ.
- 1972 — Член Международной комиссии по истории геологических наук (INHIGEO).
- [уточнить] член минералогических обществ Великобритании и Ирландии, Франции, Италии, США, Канады, Японии, ГДР и ПНР.

## Награды
- Медаль «За оборону Ленинграда» (1943);
- Орден Красной Звезды (1944)[5];
- Орден «Знак Почёта»;
- Орден Дружбы народов;
- премия имени В. И. Вернадского АН Украины (1975);
- Заслуженный деятель науки и техники УССР (1975);
- Государственная премия УССР в области науки и техники (1983).